# Selenia privataria
Selenia privataria là một loài bướm đêm trong họ Geometridae.